# Tórus mandibular

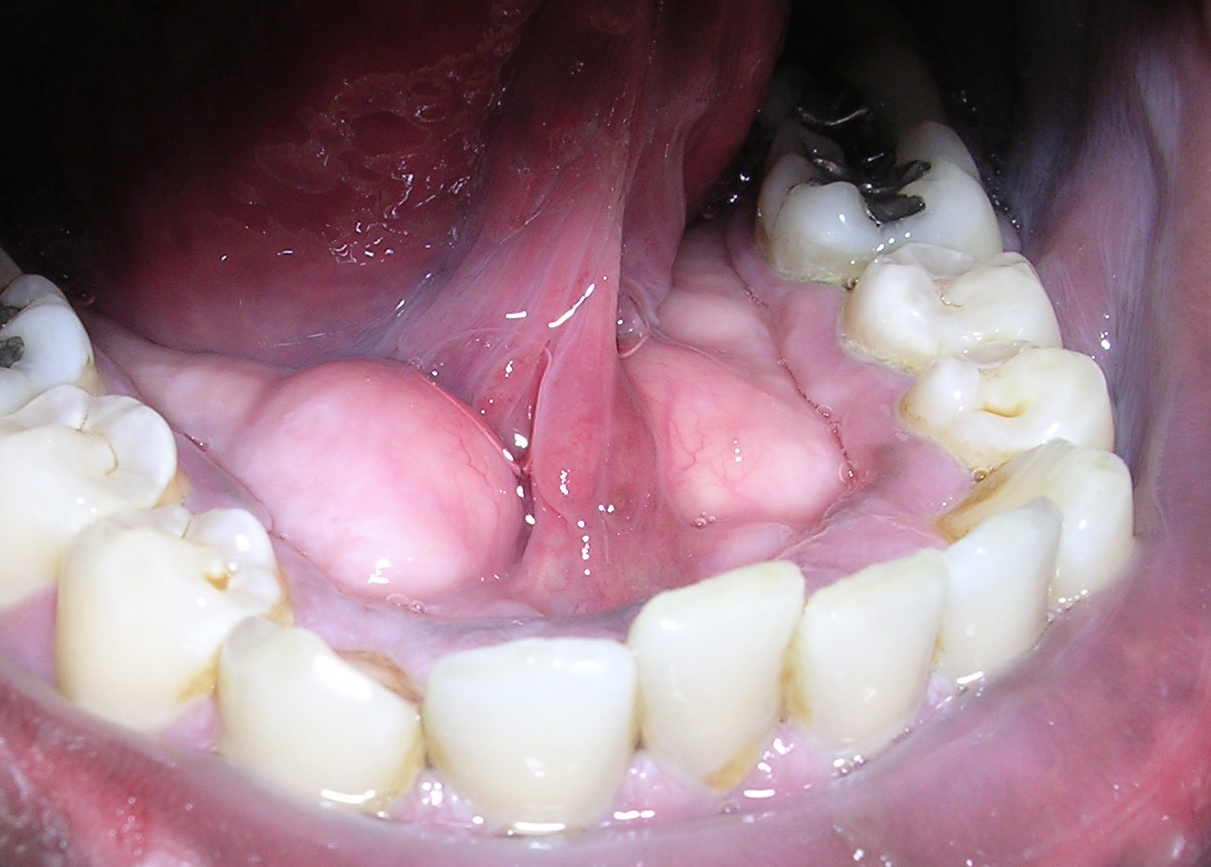

Tórus mandibularis é um crescimento ósseo na mandíbula, ao longo da superfície mais próxima à língua. Estão habitualmente presentes perto aos pré-molares. Em noventa por cento dos casos, há um toro em ambos os lados.
A prevalência da mandíbula  varia entre 5 - 40 por cento e são menos comuns do que o crescimento ósseo no palato, conhecido como tórus palatino. São mais comuns nos países da Ásia, e ligeiramente mais comum em indivíduos do sexo masculino. Nos Estados Unidos, a prevalência é de 7% - 10% da população com resultados semelhantes entre negros e brancos.
Acredita-se que os tórus são causados por diversos fatores. Eles são mais comuns no início vida adulta e estão associados com bruxismo. O tamanho pode variar ao longo da vida, e, em alguns casos, pode ser grande o suficiente para tocar uns aos outros na linha média da boca. Por conseguinte, acredita-se ocorrem por influências locais e não são exclusivamente sobre influências genéticas.
Na maioria dos casos não há necessidade de intervenção cirúrgica, somente em situações que este crescimento ósseo dificulta a adaptação de próteses.